# 존 대로우

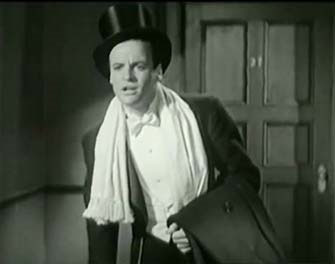

존 대로우(John Darrow, 1907년 7월 17일 ~ 1970년 2월 24일)는 미국의 배우, 탤런트 에이전트이다.
레오니아에서 태어났으며 말리부에서 사망하였다.

## 영화
- 애너폴리스 페어웰 (1935년)
- 프러테이션 워크 (1934년)
- 앨리어스 메리 스미스 (1932년)
- 지옥의 천사들 (1930년)
- 시련 (1928년)
- 긴 바지 (1927년)